# Bounce (chanson des Jonas Brothers et Demi Lovato)
Pour les articles homonymes, voir Bounce.
Bounce est un single de Demi Lovato et des Jonas Brothers sorti le 16 octobre 2009. Le clip a été tourné à New York en septembre 2009 pendant le tournage de Camp Rock 2 avec d'autres danseurs de Camp Rock. Ce clip représente Demi Lovato, Nick Jonas et Joe Jonas en jeunes adolescents en train de danser. Ce single est disponible sur iTunes. Le groupe et Demi ont chanté cette chanson pour la première fois sur scène en septembre 2010 pendant la tournée mondiale des Jonas et de Demi Lovato. Dans ce single, Demi se surnomme "Mc D Love" et Joe "DJ Danger". LMFAO s'est notamment inspiré de ce clip.